# HD 4113
Désignations
HD 4113 est un système quadruple constitué de deux étoiles, une planète et une naine brune, ces deux dernières étant en orbite autour de l'étoile principale. Ce système est à environ 41,9 pc (~137 al) du Soleil.

## Structure
| HD 4113 A | \| \| HD 4113 Aa \| \| \| \| \| \| HD 4113 Ab \| \| \| \| |
|           | \| \| HD 4113 Aa \| \| \| \| \| \| HD 4113 Ab \| \| \| \| |
|           | HD 4113 C                                                 |
|           |                                                           |
|           | HD 4113 Aa                                                |
|           |                                                           |
|           | HD 4113 Ab                                                |
|           |                                                           |

|  | HD 4113 Aa |
|  |            |
|  | HD 4113 Ab |
|  |            |

| HD 4113 A | \| \| HD 4113 Aa \| \| \| \| \| \| HD 4113 Ab \| \| \| \| |
|           | \| \| HD 4113 Aa \| \| \| \| \| \| HD 4113 Ab \| \| \| \| |
|           | HD 4113 C                                                 |
|           |                                                           |
|           | HD 4113 Aa                                                |
|           |                                                           |
|           | HD 4113 Ab                                                |
|           |                                                           |

|  | HD 4113 Aa |
|  |            |
|  | HD 4113 Ab |
|  |            |

### HD 4113 (AC)
Étoile binaire

#### HD 4113 A

##### HD 4113 Aa
HD 4113 Aa est une étoile naine jaune proche de type spectral G5V.

##### HD 4113 Ab
Exoplanète,,,
HD 4113 Ab est une planète géante avec l'une des plus grandes excentricités connues. Elle a une masse minimale de 1,56 ± 0,04 fois celle de Jupiter. Son orbite a un demi-grand axe de 1,28 unité astronomique, ce qui correspond à une période de révolution de 526,62 ± 0,3 jours, et une excentricité de 0.903 ± 0.005.
Sa découverte est annoncée en 2007 par O. Tamuz et ses collaborateurs. HD 4113 Ab a été détectée par la méthode des vitesses radiales grâce aux données du spectrographe CORALIE, installé sur le télescope suisse de 1,2 mètre Leonhard-Euler, obtenues dans le cadre d'un relevé de recherche de planètes d'un échantillon bien défini d'étoile de type solaire,. Il s'agit du second objet découvert dans le système après son étoile hôte. Cette planète avait en conséquence reçu à l'origine la désignation simple HD 4113 b, mais la forme HD 4113 Ab est à privilégier notamment depuis la découverte de l'étoile compagne HD 4113 B.
Une explication commune d'une excentricité aussi grande est le mécanisme de Lidov-Kozai, ce qui nécessite un compagnon sur une orbite plus large. Ce compagnon sera confirmé par la suite : il s'agit de la naine brune HD 4113 C.

#### HD 4113 C
Naine brune
Étoile
HD 4113 C est une naine brune.
La planète HD 4113 Ab a une grande excentricité, dont l'explication suggérée dès sa découverte est le mécanisme de Lidov-Kozai, ce qui implique un compagnon sur une orbite plus large. Par ailleurs, les mesures de vitesse radiale de HD 4113 Aa montraient une dérive en plus des variations dues à la planète, signe supplémentaire de l'existence probable d'un compagnon externe. Plusieurs campagnes d'observations furent alors organisées afin d'imager ce compagnon, tout d'abord avec l'instrument NACO au VLT en utilisant l'imagerie différentielle spectrale en bande H en 2006 et 2007, la coronographie en 2008 et l'imagerie différentielle angulaire non coronographique en 2013. Ces observations exclurent la présence de compagnons stellaires entre 0,2 et 2,5 secondes d'arc, c'est-à-dire entre 8 et 100 unités astronomiques, ce qui suggéra que ce compagnon externe était une naine brune.
En 2014, l'étoile compagnon HD 4113 B est découverte mais sa faible masse et son extrêmement longue période ne peuvent pas expliquer la dérive en vitesse radiale. Les auteurs de la découverte de HD 4113 B ont aussi pu exclure la présence de tout compagnon stellaire supplémentaire entre 190 et 6500 unités astronomiques.
En décembre 2017, Anthony Cheetham et ses collaborateurs annoncent avoir pu imager directement cet objet grâce à l'instrument SPHERE du VLT et confirmer sa nature de naine brune.

#### HD 4113 D?
Certains résultats obtenus par Anthony Cheetham et ses collaborateurs à propos de HD 4113 C semblant en contradiction, ils évoquent la possibilité de l'existence d'un objet supplémentaire baptisé HD 4113 D.

### HD 4113 B
HD 4113 B est une étoile comobile découverte par M. Mugrauer, C. Ginski et M. Seeliger en 2014 à une séparation de 49 secondes d'arc, soit 2 000 unités astronomiques. Elle fut identifiée comme une naine M précoce en utilisant la photométrie dans l'infrarouge proche.

### Articles scientifiques
- [Cheetham et al. 2017] (en) Anthony Cheetham et al., « Direct imaging of an ultracool substellar companion to the exoplanet host star HD 4113A » [« Imagerie directe d'un compagnon substellaire ultrafroid à l'étoile hôte d'exoplanète HD 4113 A »], Astronomy & Astrophysics,‎ 2017 (arXiv 1712.05217, lire en ligne). Les co-auteurs de l'article sont, outre Anthony Cheetham, Damien Ségransan, Sébastien Peretti, Jean-Baptiste Delisle, Janis Hagelberg, Jean-Luc Beuzit, Thierry Forveille, Maxime Marmier, Stéphane Udry et François Wildi.
- [Hagelberg 2014] (en) Janis Hagelberg (Thèse de doctorat, Université de Genève), Probing the giant exoplanet and brown dwarf distribution on wide orbits with combined direct imaging and radial velocity, 2014 (DOI 10.13097/archive-ouverte/unige:48240, lire en ligne).
- [Montagnier 2008] Guillaume Montagnier (Thèse de doctorat, Université Joseph-Fourier (Grenoble)), Recherche de compagnons de faible masse par Optique Adaptative, 2008 (lire en ligne).
- [Mugrauer, Ginski et Seeliger 2014] (en) M. Mugrauer, C. Ginski et M. Seeliger, « New wide stellar companions of exoplanet host stars », Monthly Notices of the Royal Astronomical Society, no 439,‎ 2014, p. 1063 (DOI 10.1093/mnras/stu044, lire en ligne)
- [Tamuz et al. 2008] (en) O. Tamus et al., « The CORALIE survey for southern extra-solar planets. XV. Discovery of two eccentric planets orbiting HD 4113 and HD 156846 », Astronomy & Astrophysics, vol. 480, no 3,‎ mars 2008, L33-L36 (DOI 10.1051/0004-6361:20078737, Bibcode 2008A&A...480L..33T, arXiv 0710.5028, lire en ligne). Les co-auteurs de l'article sont, outre O. Tamuz, Damien Ségransan, Stéphane Udry, Michel Mayor, A. Eggenberger, Dominique Naef, Francesco Pepe, Didier Queloz, Nuno C. Santos, Brice-Olivier Demory, Pedro Figuera, Maxime Marmier et G. Montagnier.
- [Udry et al. 2000] (en) Stéphane Udry, Michel Mayor, Dominique Naef et al., « The CORALIE survey for southern extra-solar planets. II. The short-period planetary companions to HD 75289 and HD 130322 », Astronomy & Astrophysics, no 356,‎ 2000, p. 590 (lire en ligne).

### Bases de données
- (en) HD 4113 (système entier) sur la base de données Simbad du Centre de données astronomiques de Strasbourg.
- (en) HD 4113 Aa sur la base de données Simbad du Centre de données astronomiques de Strasbourg.
- (en) HD 4113 Ab sur la base de données Simbad du Centre de données astronomiques de Strasbourg.
- (en) HD 4113 B sur la base de données Simbad du Centre de données astronomiques de Strasbourg.